# 6171 Uttorp
6171 Uttorp (tên chỉ định: 1981 UT) là một tiểu hành tinh vành đai chính. Nó được phát hiện bởi Laurence G. Taff ở Socorro, New Mexico, ngày 16 tháng 10 năm 1981.